# Hippolais
Hippolais er en slægt af fugle i gruppen sangere, der er udbredt i Eurasien og det nordvestlige Afrika.
I Danmark forekommer gulbug som en ret almindelig ynglefugl.

## Arter
Slægten Hippolais omfatter ifølge Gill & Donsker (2013) fire arter:
- Orientgulbug, Hippolais languida
- Olivensanger, Hippolais olivetorum
- Spottesanger, Hippolais polyglotta
- Gulbug, Hippolais icterina